# حصار برشلونة (1713-1714)
حصار برشلونة بين عامي 1713 و1714 هي معركة وقعت في ختام حرب الخلافة الإسبانية (1701-1714)، أدت إلى إقصاء وهزيمة الإمبراطور الروماني المقدس كارل السادس (الذي تدعمه مملكة بريطانيا العظمى وهولندا) على يد فيليب الخامس ملك إسبانيا (الذي تدعمه فرنسا)، لتحسم صراعاً سياسياً طويلاً على العرش الإسباني.

## الخلفية
كانت قد سقطت برشلونة خلال مرحلة سابقةٍ من حرب الخلافة الإسبانية، عندما حطَّ أسطول تابعٌ لكارل السادس فيها يوم 22 أغسطس عام 1705 وأنزل جيشاً ضرَبَ عليها الحصار، وتمكَّن بعد سيطرته على حصن مونتوجيك من قصف المدينة إلى أن أعلنت استسلامها في 9 من أكتوبر خلال العام ذاته.

## المعركة
لم تصبح قوات الملك فيليب الخامس وحلفائه الفرنسيّين - رغم انتصاراتها السابقة في إقليم كتالونيا - مؤهَّلةً للاستيلاء على برشلونة حتى عام 1713. زحفت القوات الإسبانية إلى المدينة وضربت عليها الحصار في 25 يوليو، ليبدأ حصار برشلونة، إلا أنَّ الهجوم عليها لم يكن مجدياً بسبب شحِّ المدفعية. انتظرت القوات المحاصِرَة حتى وصول تعزيزاتٍ من 20,000 رجل بين شهري أبريل ومايو من عام 1714، حيث شُنَّ الهجوم مجدداً تحت قيادة جيمس فيتز جيمس (دوق برويك الأول). نجحت الجيوش بدخول برشلونة في 30 أغسطس، وكُلِّلت المعركة بالانتصار أخيراً في 11 سبتمبر.
بعد انتهاء الحصار، دفنت جثث أتباع كارل السادس الذين دافعوا عن المدينة في مقبرة، تحوَّلت الآن إلى إحدى ساحات المدينة. يحتفل أهل المنطقة حالياً بذكرى النصر في معركة حصار برشلونة بصفتها يوم كتالونيا الوطني، وذلك في نفس مكان دفن قتلى المعركة.

## وصلات خارجية
- Documents about the case of the Catalans dated on 1714, at the مجلس اللوردات، المملكة المتحدة.
- Journal of the House of Lords: volume 19, 2 August 1715, Further Articles of Impeachment against E. Oxford brought from H.C. Article VI.